# Hibbertia strigosa
Hibbertia strigosa är en tvåhjärtbladig växtart som beskrevs av Toelken. Hibbertia strigosa ingår i släktet Hibbertia och familjen Dilleniaceae. Inga underarter finns listade i Catalogue of Life.